# Tropicus excellens
Tropicus excellens är en skalbaggsart som beskrevs av Miller 1992. Tropicus excellens ingår i släktet Tropicus och familjen strandgrävbaggar. Inga underarter finns listade i Catalogue of Life.